# Bikram Saluja
Bikram Saluja to bollywoodzki aktor nominowany do nagrody za najlepszy debiut w 2000 roku za rolę w filmie Fiza u boku Karisma Kapoor.  Żona – Schauna Chauhan. Ma dwóch braci, jeden z nich Sukhdeep Singh Saluja, jest bankierem w Nowym Jorku.

## Filmografia
1. Just Married (2007)
2. Umrao Jaan (2006) – Ashraf
3. Page 3 (2005) – Rohit Kumar
4. Plan (film) (2004) – Jay
5. LOC Kargil (2003) – kapitan Sanjeev Jamwal
6. Fiza (2000) – Anirudh